# خیری وادی عجول
خیری وادی عجول (به عربی: خیری وادی العجول) یک شهرداری در الجزایر است که در استان جیجل واقع شده‌است. خیری وادی عجول ۴٬۶۱۲ نفر جمعیت دارد.